# コペンハーゲン・サブオービタルズ

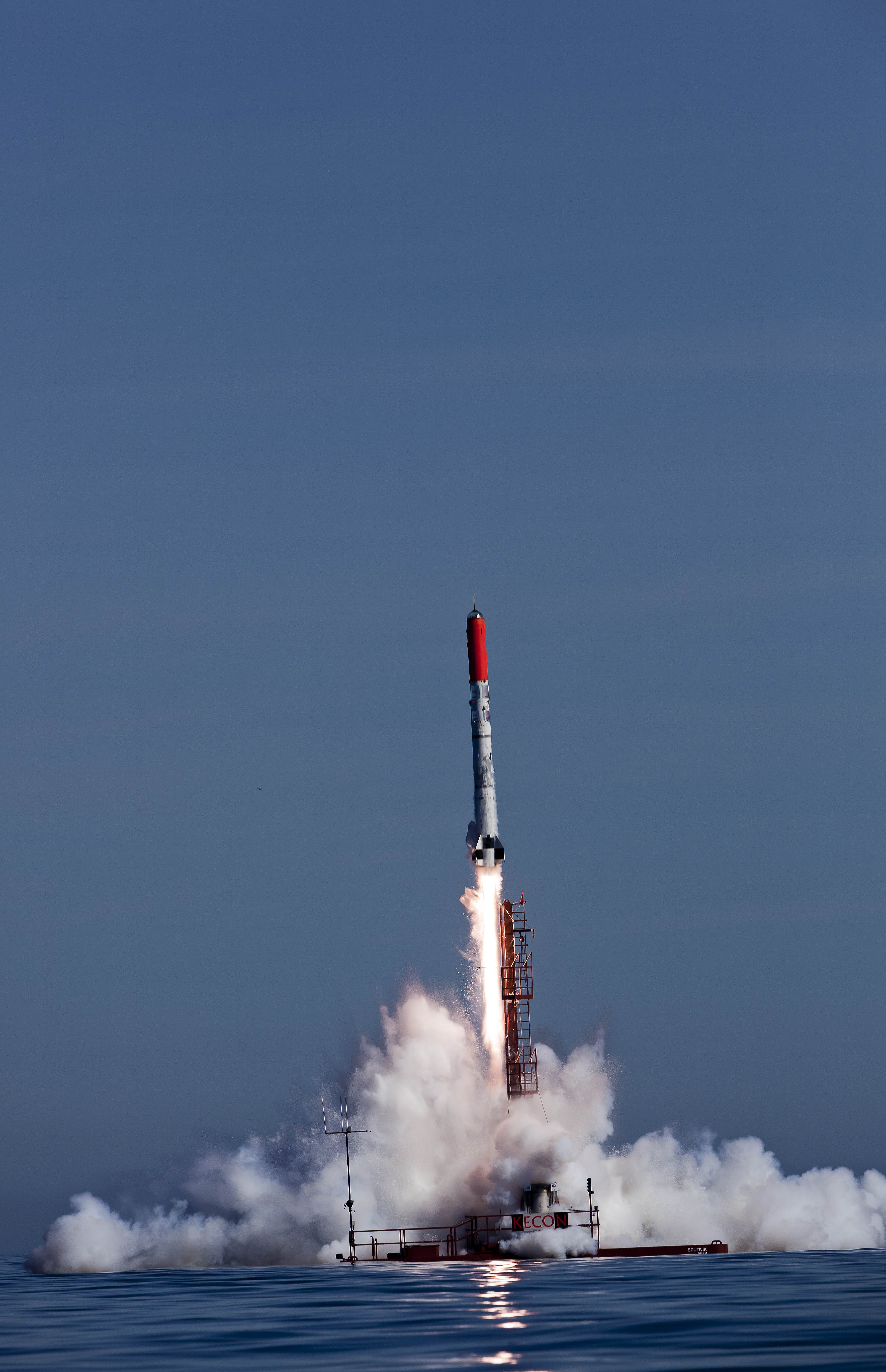
上昇するHeat 1X

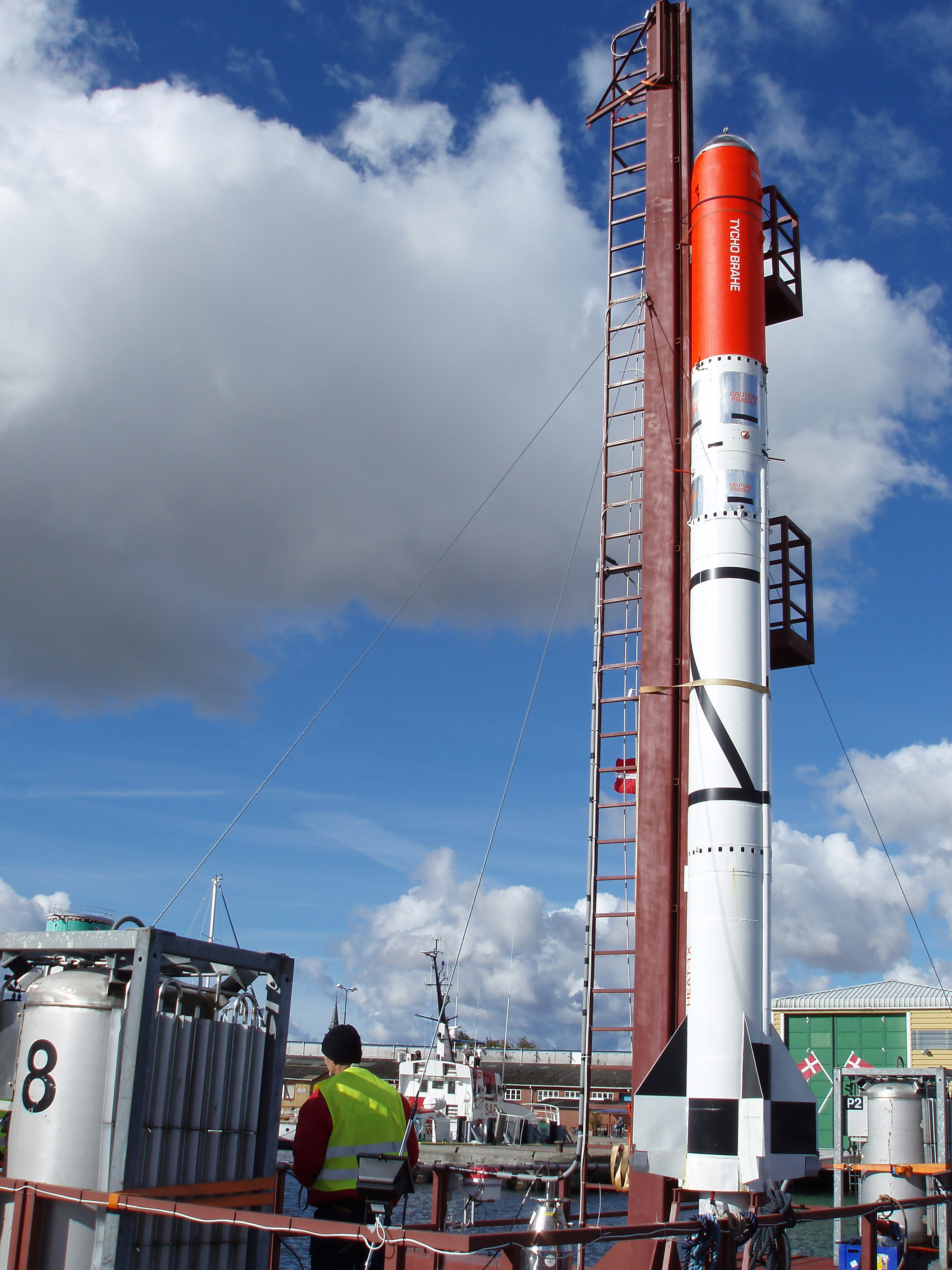
発射台上のHEATロケットと、先端に取り付けられたティコ・ブラーエ（2010年9月3日）

コペンハーゲン・サブオービタルズ (Copenhagen Suborbitals) とは、デンマークの民間宇宙団体。

## 概要
デンマークのコペンハーゲンを拠点に活動する。2016年現在は小型有人ロケットSpicaの研究開発を行っており、デンマーク初の有人宇宙飛行を目指している。
プロジェクトはピーター・マドセンとKristian von Bengtssonの2人によって率いられ、費用はスポンサー企業や個人の有志からの募金でまかなわれている。地球周回軌道には到達せず、弾道飛行で宇宙との境界である高度100km(カーマンライン)の宇宙空間に到達する予定で開発が順調に進めば、デンマークはソ連・アメリカ・中国に続いて4番目に自力での有人宇宙飛行を成功させた国となる。

## Heat 1X
コペンハーゲン・サブオービタルズは、2008年からXLR-2, HATV, BabyHEAT などの小型の試作機を用いてロケットエンジンの試験を行ってきた。2010年2月と5月には当時研究していた超小型宇宙船ティコ・ブラーエの飛行に使用するHEATロケットの地上試験が行われた。
2010年9月6日、バルト海のボーンホルム島沖でティコ・ブラーエとHEATロケットの初飛行が試みられた。この試験飛行では人形を乗せた無人の宇宙船が10kmから30kmの高度に到達する計画だった。カウントダウンの後にエンジンが点火されたが、ロケットは煙を噴射するだけで発射台を離れることができず、打ち上げは失敗に終わった。後に、失敗の原因はヒーターの故障により酸化剤のバルブが凍結して開かなかったためと判明した。
2011年6月3日に再挑戦が行われ、打ち上げは成功して高度3.6kmまで到達した。降下時にパラシュートの展開に失敗してカプセルは海面に叩きつけられたがロケットの飛行データは十分に取得できた。

## TM65
TM65(Tordenskjold 65)は、ティコ・ブラーエを積載するHEAT-1Xロケットの動力であるハイブリッドロケットエンジン計画と並行して開発が進められた推進剤としてエタノールと液体酸素を使用する推力65 kN (6,600 kgf) のガス発生器サイクルのロケットエンジンである。
開発当初は加圧供給式の試作ロケットエンジンだったTordenskjold 65 (TM65) の開発は以前のXLR-3Aの一連の試験の成功後の2010年の秋に着手され、数カ月経過後に計画は2011年夏にHEAT-1Xの打ち上げに注力することによる停止を経て、以前進めていたハイブリッドエンジンを置き換える目的で開発と試験は2012年に再開され、2012年の春に試作品が完成し、同年5月と11月に燃焼試験を実施した。ただ、同年12月30日のテストではエンジンが破損して大量のエタノールが地面にこぼれるといったことも起こった。エンジンへの推進剤の供給をターボポンプによる方法に変更して65 kN (6,600 kgf) の推力を生み出すために燃焼室の圧力を12 bar (1.2 MPa) に高めての試験は2012年の秋と冬に実施予定だった。

## Spica
Spicaは、コペンハーゲン・サブオービタルズが2014年に発表した有人ロケット。液体酸素/エタノール系の100kN級エンジンを用いて、カプセル型宇宙船を宇宙に到達させることが目標とされており、2016年現在実現に向けて研究開発が進められている。

## ギャラリー

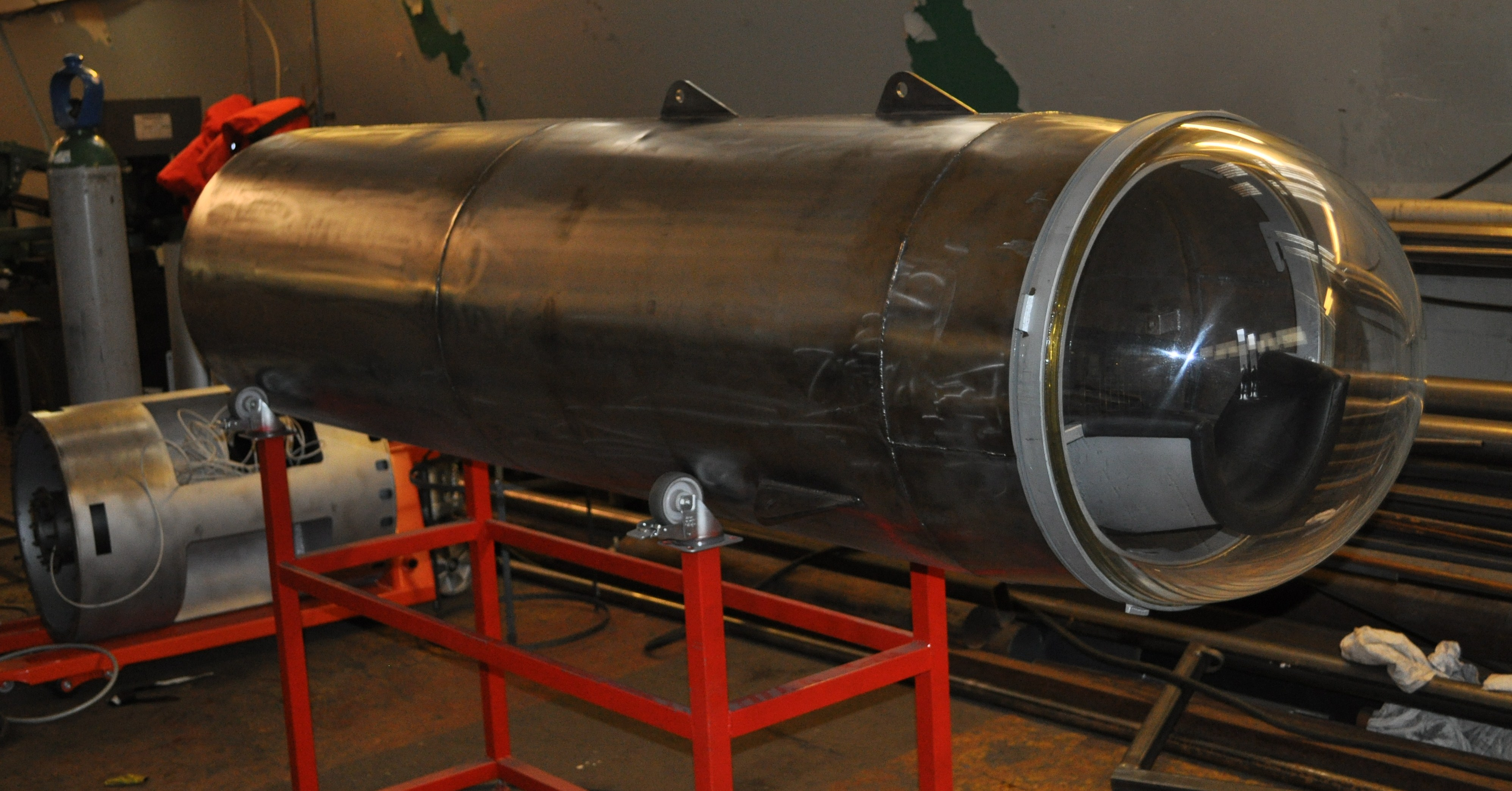
ティコ・ブラーエ宇宙船
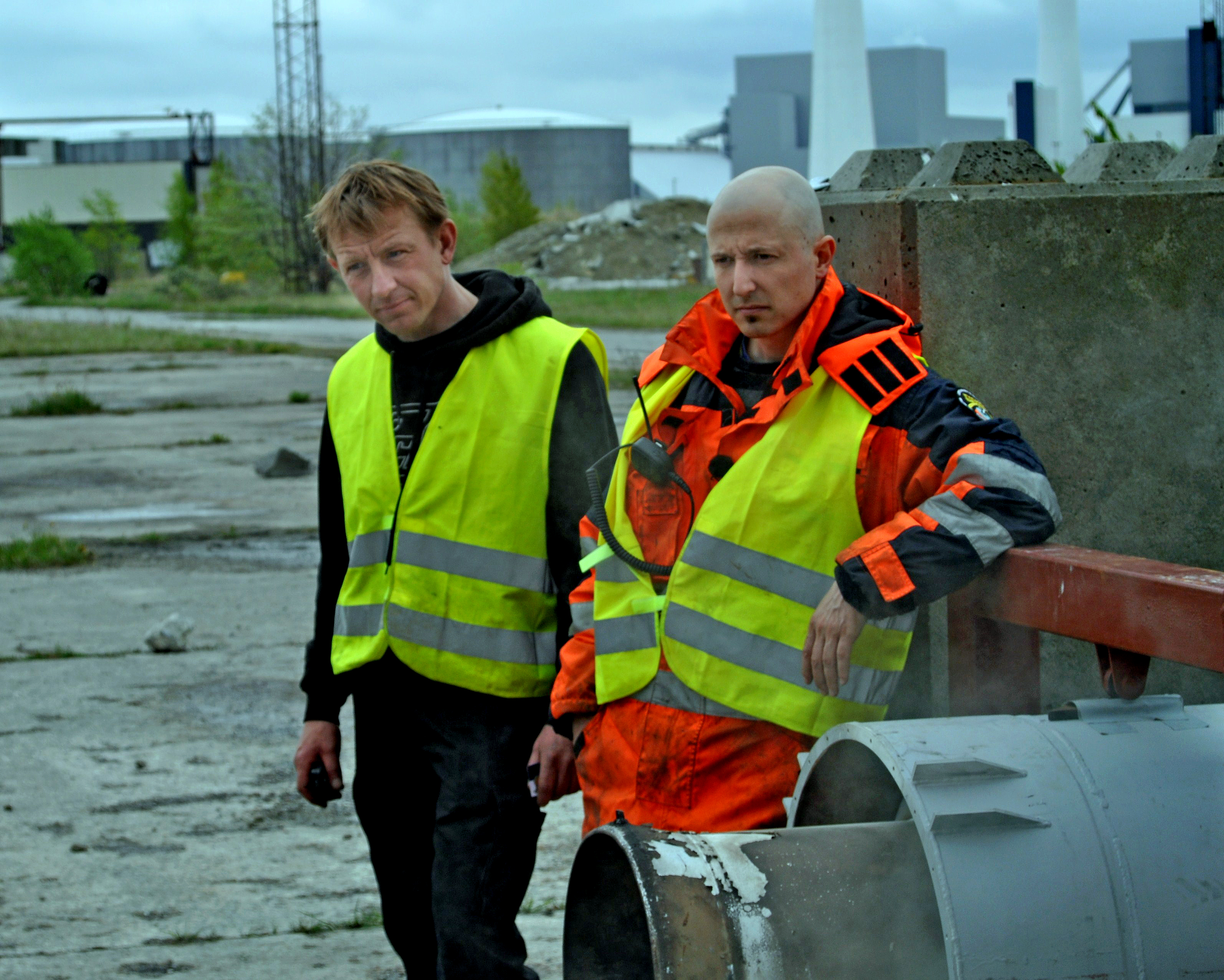
計画を率いる Madsen と von Bengtson
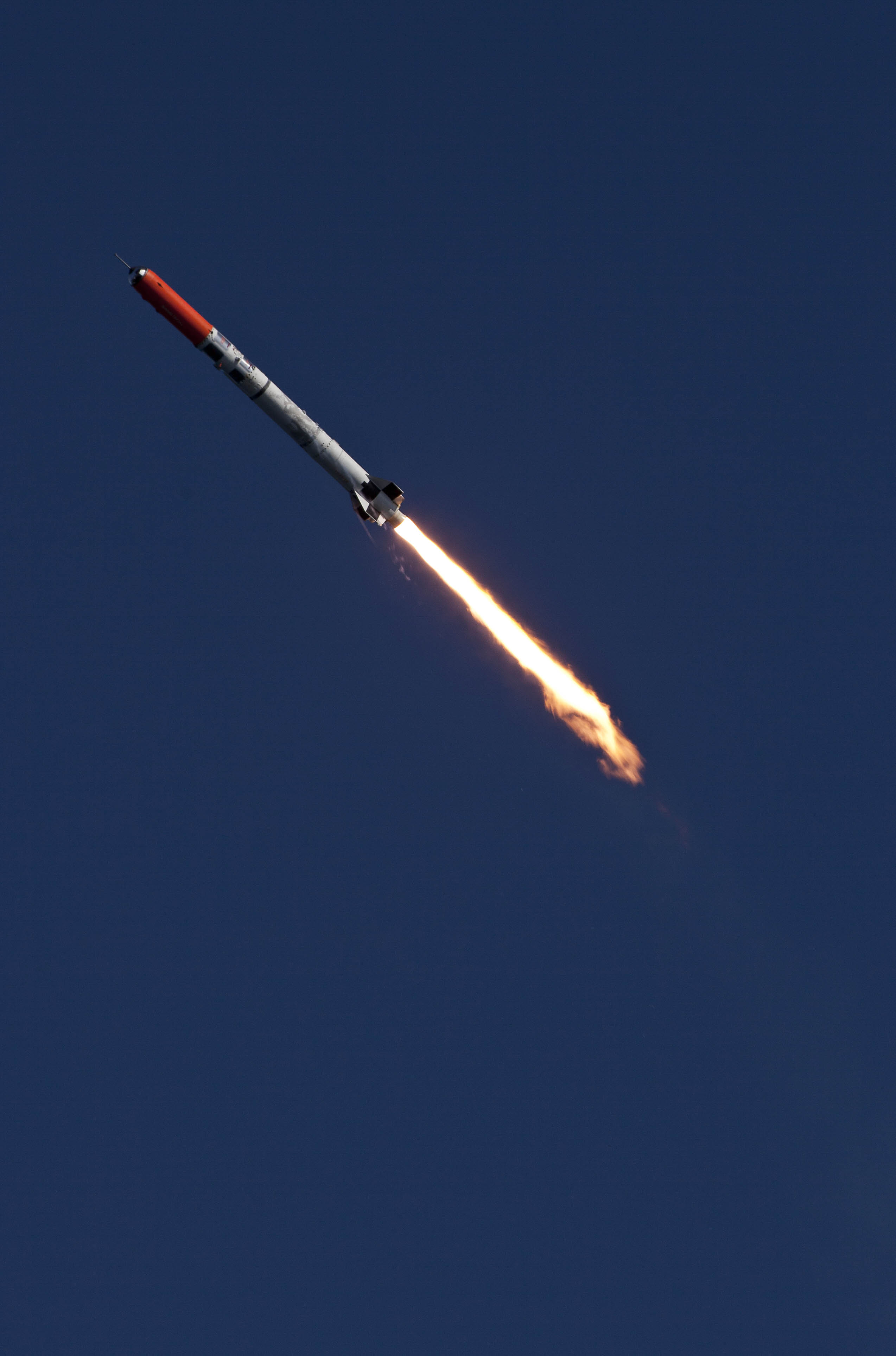
初飛行
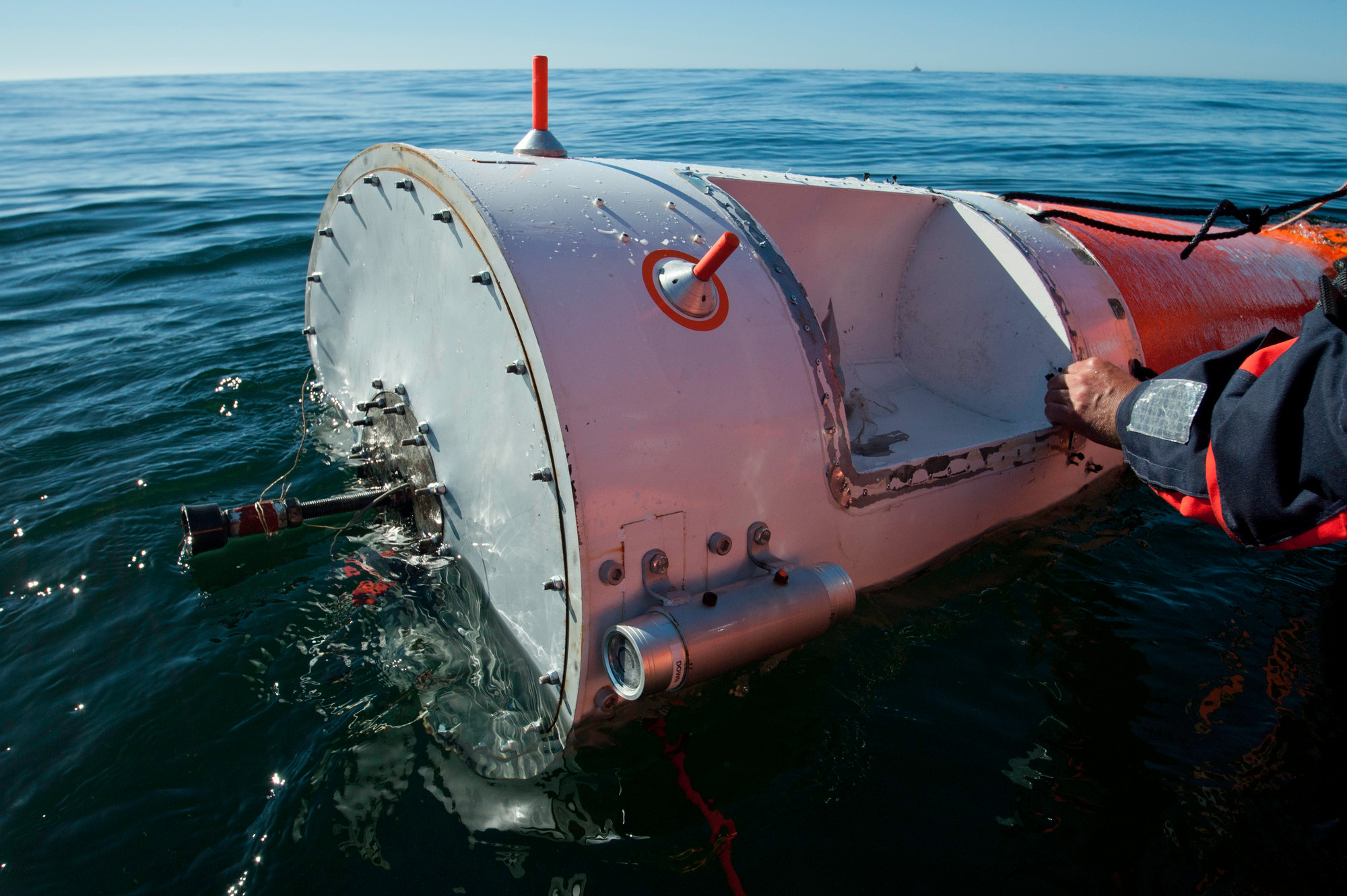
洋上での回収作業
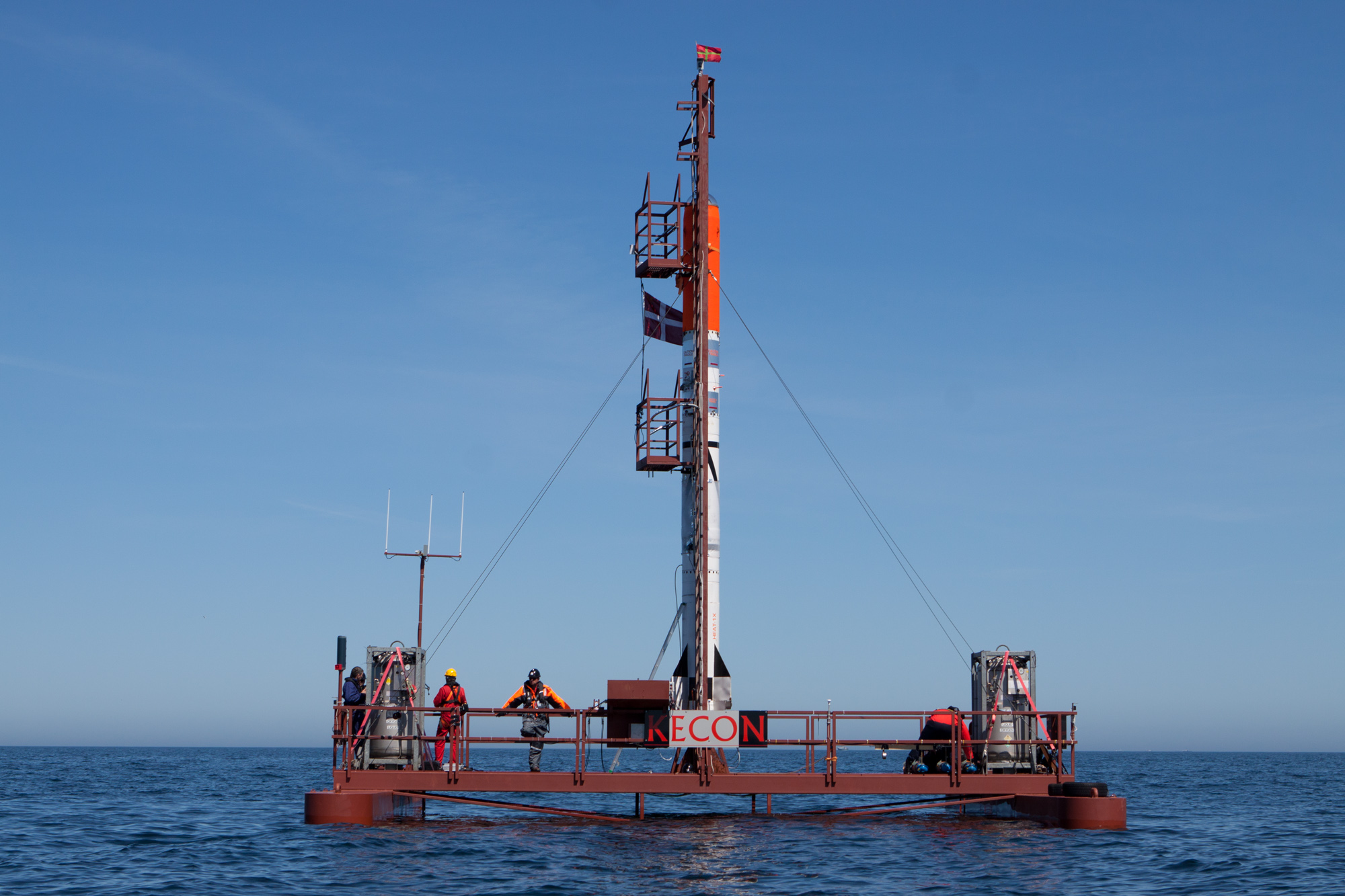
洋上の発射施設
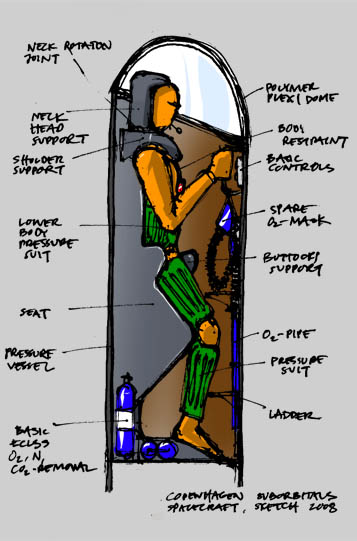
搭乗時の姿勢の概念図
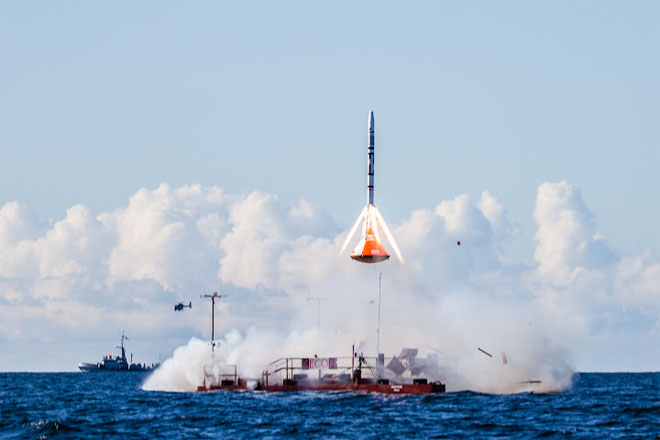
脱出用ロケットの試験
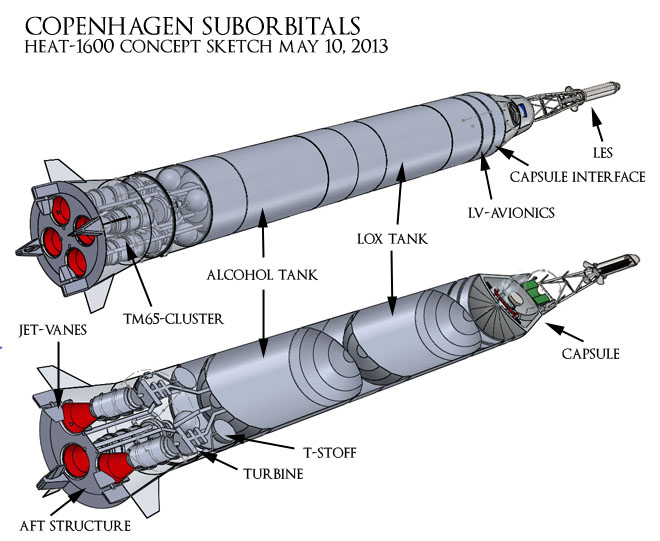
Heat1600の概念図